# Port lotniczy Puerto Cabezas
Port lotniczy Puerto Cabezas (ang. Puerto Cabezas Airport, IATA: PUZ, ICAO: MNPC) – port lotniczy zlokalizowany w Puerto Cabezas, w Nikaragui.

## Linie lotnicze i połączenia
- La Costeña (Bluefields, Managua, Rosita)
- Atlantic Airlines (Bluefields, Managua)